# Петак вече
„Петак вече” је југословенски ТВ филм из 1972. године. Режирао га је Предраг Бајчетић а сценарио је написан по делу Дејвида Херберта Лоренса.

## Улоге
| Глумац                | Улога |
| --------------------- | ----- |
| Љубиша Бачић          |       |
| Александар Берчек     |       |
| Марина Кољубајева     |       |
| Љиљана Крстић         |       |
| Огњанка Огњановић     |       |
| Весна Пећанац         |       |
| Слободан Цица Перовић |       |
| Неда Спасојевић       |       |